# Aroa postfusca
Aroa postfusca är en fjärilsart som beskrevs av M.Gaede 1932. Aroa postfusca ingår i släktet Aroa och familjen tofsspinnare. Inga underarter finns listade i Catalogue of Life.